# 錦織寺
錦織寺（きんしょくじ）は、滋賀県野洲市木部にある真宗木辺派の本山の寺院。山号は遍照山。本尊は阿弥陀如来。存覚の子孫である木辺家が代々住職を務めている。木辺家は華族の男爵家でもあった。

## 歴史
創建は平安時代初期の天安2年（858年）、天台宗の慈覚大師円仁により、最澄が比叡山を開く際に霊木で作成した鞍馬寺の毘沙門天像と同木同作の像を、天安堂（毘沙門堂）を建立して祀ったことによる。
嘉禎元年（1235年）、浄土真宗の開祖である親鸞が関東からの帰洛の途中、美濃国の正蓮寺で毘沙門天の霊告を受けて当寺に立ち寄り、常陸国滞在中に霞ヶ浦にて感得した一尺八寸の阿弥陀如来坐像をこの地に安置したとされる。そして、著述中であった『教行信証』全六巻の内、最後の二巻となる「真仏土巻」と「化身土巻」を作成し、教行信証を完成させ、その記念として真正面向きの肖像画である「満足の御影」を描いたとされる。そして親鸞に帰依したこの地の地頭石畠資長の援助により寺院として整備されていったという。こうしたことから当寺は、親鸞聖人の足跡を残す唯一の本山寺院とされている。
暦仁元年（1238年）7月6日の夜に天女と二人の童子が現れて紫香の錦を織って仏前に供えた。その供えられた錦を四条天皇に献上したところ天皇から「天神護法錦織之寺」との勅額を受ける。これにより寺号を遍照山天神護法院錦織寺とした。
鎌倉時代の末期には横曽根門徒がこの地に展開し、慈空によって広がりを見せていた。が、慈空は本願寺の存覚の四男綱嚴を養子とした。綱嚴は名を慈観と改めて第5代を継ぎ錦織寺の一派を形成した。しかし、室町時代の明応2年（1493年）には第7代慈賢の孫勝恵が門徒を引き連れて本願寺派の蓮如に合流する事件が起きている。
戦国時代、永禄12年（1569年）第11代慈養の時、浄土真宗・浄土宗の二宗兼学の寺となるが、天正元年（1573年）には門跡寺院となり、一四葉菊紋の使用を許される。
元禄7年（1694年）に宝蔵より出火して全山灰燼となり、「満足の御影」や阿弥陀如来像が損傷してしまう。それでも御影堂は元禄16年（1703年）に再建され、享保11年（1726年）には中祖第14代良慈が二宗兼学をやめ、浄土真宗に復帰した。
享保19年（1734年）には東山院の御所、御盃之間（現・東山御殿）を閑院宮を通じて拝領し、延享2年（1745年）、真宗錦織寺派を成立させ、文化11年（1814年）には准門跡に列せられた。
阿弥陀堂は天保2年（1831年）に再建、文久元年（1861年）には天安堂が再建された。
1876年（明治9年）頃、錦織寺派から木辺派に改名。1881年（明治14年）、明治天皇が親鸞聖人に「見真大師」号を追贈、勅額をかかげる。
1896年（明治29年）に西本願寺21世法主明如（大谷光尊）の次男で22世法主鏡如（大谷光瑞）の弟である木辺孝慈が錦織寺の住持となり、木辺派第20代法主を継ぐ。1940年（昭和15年）には大日本仏教会初代会長となる。
当寺の南東に木部神社がある。

## 境内
- 阿弥陀堂 - 天保2年（1831年）再建。2000年（平成12年）に修理が行われている。本尊は浄土真宗では珍しい阿弥陀如来坐像で、親鸞が常陸国（現・茨城県）の霞ヶ浦の湖中より得たとされるものである。
- 渡廊下 - 阿弥陀堂と御影堂を繋いでいる。
- 御影堂（滋賀県指定有形文化財） - 元禄16年（1703年）再建。1983年（昭和58年）に修理が行われている。
- 天安堂 - 文久元年（1861年）再建。安置されている毘沙門天王は、最澄が比叡山を開く際、東塔北谷にあった霊木で作られたもので、鞍馬寺の毘沙門天王と同木同作の霊像であると伝えられている。
- 親鸞聖人御廟
- 親鸞聖人像
- 鐘楼 - 寛延元年（1748年）再建。
- 山王社
- 東門
- 茶所
- 池
- 宗務所
- 講堂
- 大玄関
- 庫裏
- 東山御殿 - 享保19年（1734年）に東山上皇の御所・御盃之間を、閑院宮を通じて拝領されたもの。
- 庭園
- 茶室
- 池
- 中門
- 南門
- 南館
- 玄関門
- 通用門
- 講中
- 表門（滋賀県指定有形文化財） - 江戸時代後期再建。

## 文化財

### 滋賀県指定有形文化財
- 錦織寺御影堂・表門 2棟
  - 御影堂 附：棟札（元禄14年）4枚
  - 表門 附：棟札 1枚
- 絹本著色熊野曼荼羅図 1幅 - 奈良国立博物館寄託。

### 野洲市指定有形文化財
- 木造毘沙門天立像
- 紙本金地著色名所図 14面

## 所在地
- 滋賀県野洲市木部826

## アクセス
- JR琵琶湖線（東海道本線）野洲駅より野洲市コミュニティバスで錦織寺前停留所下車、徒歩2分。